# Kim Wilde
Kim Wilde, rođena kao Kim Smith (London, Engleska, 18. studenoga 1960.), je engleska pop pjevačica, autorica i televizijska voditeljica.

## Životopis
Kim je prvo dijete rođeno u obitelji Wilde. Otac, Marty Wilde je bio Rock'n'roll glazbenik 1950-ih, a majka Joyce Baker je bila član sastava The Vernon Girls. 
Kim Wilde ima još dva brata i sestru, Rickya Wildea koji je također glazbenik ,Martya Jr-a, kao i sestru Roxanne Wilde.
Kao dijete je pohađala školu Oakfield Preperatory School, Dulwich u jugozapadnom Londonu. U dobi od devet godina seli s obitelji u Hertfordshire. Tamo ide u Tewin School, a kasnije u Presdales School, Ware, da bi na kraju završila u školi u St- Albans College of Art & Design 1980. godine.

## Glazbena karijera

### RAK Records-godine (1981. – 1983.)
Kim su kontaktirali iz RAK Records-a godine 1980. i odmah nakon toga snima svoj prvi singl  "Kids In America" u siječnju 1981. godine. Drugi singlovi su bili   Chequered Love i Water On Glass koji je jedini objavljen u Ujedinjenom Kraljevstvu. Prvi album Kim Wilde je objavljen u jesen godine 1981. 
Iste te godine snima još jedan veliki hit, Cambodia. Drugi album objavljuje 1982., Select, sa singlovima Cambodia i View From A Bridge. Oba singla su bila na vrhu ljestvice u Francuskoj. Singl Cambodia je prodan u više od milijun nosača zvuka samo u Francuskoj. Kim je objavila svoj treći album, Catch as Catch Can 1983. godine, koji je bio dosta eksperimentalni album. Album nije doživio uspjeh i dolazi do prekida ugovora s RAK Records-om zbog neobjave albuma Catch as Catch Can u SAD-u.

### MCA-godine (1984. – 1996.)
Kim je 1984. godine kontaktirala izdavačka kuća MCA Records i kod njih objavljuje svoj četvrti album, Teases & Dares, koji je dobro prihvaćen u njenoj domovini ali još bolje je prošao na njemačkim ljestvicama. Sljedeće godine, francuska pjevačica Laurent Voulzy objavljuje pjesmu Les Nuits Sans Kim Wilde (Noći bez Kim Wilde) u kojoj hvali pjevačicu. Pjesma je nastala nakon što je Francuskinja vidjela nastup Kim Wilde na tv-u i bila je očarana njenim zračenjem. Kim Wilde je preuzela nekoliko strofa iz njene pjesme i to otpjevala na singlu koji je objavljen u Francuskoj. 
Svoj peti album, Another Step, objavljuje 1986., no nije se prodavao kao što se očekivalo. Na albumu je između ostalih bio cover pjesme You Keep Me Hangin' On koji je u SAD-u dospio na broj 1. Na albumu se pojavljuje i glazbenik Junior Giscombe. Kim je sama napisala tekst za većinu pjesama koje su se pojavile na albumu.
Kim Wilde je 1987. godine snimila božićnu pjesmu Rockin' Around The Christmas Tree zajedno s komičarom Melom Smithom koja se popela na treće mjesto britanske ljestvice.
Šesti album Close objavljen je 1988. godine, a prodaja mu je započela istovremenao s Bad Tour od Michaela Jacksona. Kim je nastupala zajedno s Jacksonom, što je pomoglo prodaju albuma koji je na kraju prodan u dva milijuna primjeraka, što je bio njen najprodavaniji album.
Njen sedmi studijski album Love Moves objavljen je 1990. godine Na njemu su bile pjesme Can't Get Enough (Of Your Love), It's Here i Time. 
Album nije dobro prodavan kao prethodnik Close. Kim je svoj osmi album, Love Is, objavila 1992. godine a na njemu je bila uspješnica Love Is Holy. 
Kompilacijski album The Singles Collection: 1981 - 1993, objavljen je 1993. godine i doživljava uspjeh u Europi i Australiji. Kim je obradila pjesmu Yvonne Elliman If I Can't Have You koja je također postala popularna.
Deveti studijsku album objavljen je 1995. godine pod nazivom, Now & Forever, koji je šokirao njene fanove, jer zvuk koji se pojavljuje na albumu zvučao više kao R&B i soul. Nekoliko singlova doživjelo je slab uspjeh kao npr. Breakin' Away i This I Swear i ovaj album je njen najslabije prodavani album u karijeri.

## Diskografija

### Studijski albumi
- Kim Wilde (1981.)
- Select (1982.)
- Catch as Catch Can (1983.)
- Teases & Dares (1984.)
- Another Step (1986.)
- Close (1988.)
- Love Moves (1990.)
- Love Is (1992.)
- Now & Forever (1995.)
- Never Say Never (2006.)
- Come Out and Play (2010.)
- Snapshots (2011.)
- Wilde Winter Songbook (2013.)
- Here Come the Aliens (2018.)
- Closer (2025.)

### Kompilacije
- The Very Best of Kim Wilde (1984.)
- The Singles Collection 1981–1993 (1993.)
- The Remix Collection (1993.)
- The Very Best of Kim Wilde (2001.)
- The Hits Collection (2006.)
- Pop Don't Stop: Greatest Hits (2021.)

## Vanjske poveznice
- Službene stranice
- Kim Wilde u internetskoj bazi filmova IMDb-u (engl.)